# Thomas Spencer Baynes
Thomas Spencer Baynes (24 de marzo de 1823 - 31 de mayo de 1887) fue un escritor y erudito inglés. Fue reconocido por ser el editor jefe de la Enciclopedia Británica, y por sus ensayos en las revistas Edinburgh Review y Fraser's Magazine.

## Vida
Baynes nació en Wellington, Somerset, hijo de un ministro bautista.  Tenía la intención de estudiar para el ministerio bautista y comenzó a estudiar un seminario teológico en Bath con ese objetivo. Sin embargo, se sintió fuertemente atraído por los estudios filosóficos, lo dejó y se fue a Edimburgo, donde se convirtió en el alumno favorito de Sir William Hamilton, de cuyo sistema filosófico se volvió partidario. 
Tras trabajar como editor de un periódico en Edimburgo, y luego de un descanso obligado por una crisis de salud, Baynes reanudó su labor periodística en 1858 como editor adjunto del Daily News. En 1864 fue nombrado profesor de lógica y literatura inglesa en la Universidad de St. Andrews, puesto en el que se interesó por el estudio de Shakespeare. En ese tiempo también colaboró con las publicaciones Edinburgh Review y Fraser's Magazine con valiosos artículos, posteriormente recopilados como Estudios sobre Shakespeare. 
En 1873, fue designado para supervisar la novena edición de la Enciclopedia Británica, una tarea en la que, después de 1880, fue asistido por William Robertson Smith. Baynes fue el primer editor de la Británica nacido en Inglaterra; todos los editores anteriores fueron escoceses.